# Stepove, Tokmak
Stepove (în ucraineană Степове, în germană Hochheim) este un sat în comuna Tavria din raionul Tokmak, regiunea Zaporijjea, Ucraina. Satul a fost locuit de germanii pontici.  

## Demografie
Componența lingvistică a localității Stepove
     Ucraineană (75%)
     Rusă (25%)
Conform recensământului din 2001, majoritatea populației localității Stepove era vorbitoare de ucraineană (75%), existând în minoritate și vorbitori de rusă (25%).